# Биографија (албум)
Биографија је једанаести студијски албум српске фолк певачице Даре Бубамаре издат 2017. године за Сити Рекордс у сарадњи са Егзитaуном. Албум је такође објављен у Француској посредством издавачке куће Мусикверлаг Зоро. На албуму се налази десет нових песама и седам претходно објављених бонус синглова. Једна од песама је дует са Ненадом Вјештицом Ведмом.

## Списак песама
| №   | Назив                    | Текст                 | Музика                  | Трајање |  |
| 1.  | Екстравагантно           | Цоби, Раста (музичар) | Цоби, Раста             |         |  |
| 2.  | Биографија               | Вуксан Билановић      | Дејан Костић            |         |  |
| 3.  | Погрешан                 | Вуксан Билановић      | Дејан Костић            |         |  |
| 4.  | Отров                    | Цоби, Раста           | Цоби, Раста             |         |  |
| 5.  | Лепотица и звер          | Вуксан Билановић      | Дејан Костић            |         |  |
| 6.  | Битанга                  | Миланко Ћировић       | Драган Ковачевић Струја |         |  |
| 7.  | Дисконект                | Егзитаун              | Ди-џеј Хамида           |         |  |
| 8.  | Незвани гост             | Бане Опачић           | Бане Опачић             |         |  |
| 9.  | Таква каква сам          | Вуксан Билановић      | Дејан Костић            |         |  |
| 10. | Не могу без тебе         | Вуксан Билановић      | Дејан Костић            |         |  |
| 11. | Крај и тачка             | Вуксан Билановић      | Дејан Костић            |         |  |
| 12. | Невоља                   | Раста, Цоби           | Раста, Цоби             |         |  |
| 13. | Волим све што воле млади | Вуксан Билановић      | Дејан Костић            |         |  |
| 14. | Опасан                   | Раста, Цоби           | Раста, Цоби             |         |  |
| 15. | Нећу кући                | Вуксан Билановић      | Дејан Костић            |         |  |
| 16. | Карера                   | Раста, Цоби           | Раста, Цоби             |         |  |
| 17. | Жена змај                | Раста, Цоби           | Раста, Цоби             |         |  |